# بیل اتکینسون (بازیکن فوتبال، زاده ۱۹۴۴)
بیل اتکینسون (انگلیسی: Bill Atkinson; ۲۱ دسامبر ۱۹۴۴ – ۲۴ ژوئن ۲۰۱۳) بازیکن فوتبال اهل بریتانیا بود.
از باشگاه‌هایی که در آن بازی کرده‌است می‌توان به باشگاه فوتبال نانیتون تاون، باشگاه فوتبال تورکی یونایتد، و باشگاه فوتبال بیرمنگام سیتی اشاره کرد.